# Sauvain
Sauvain este o comună în departamentul Loire din sud-estul Franței. În 2009 avea o populație de 407 de locuitori.

## Evoluția populației
| An        | 1975 | 1982 | 1990 | 1999 | 2006 | 2009 |
| --------- | ---- | ---- | ---- | ---- | ---- | ---- |
| Populație | 523  | 507  | 445  | 429  | 413  | 407  |